# Biserica San Martino din Trani
Biserica longobardă San Martino este o biserică din Trani, Italia, situată pe via San Martino.

## Istorie
Biserica este menționată pentru prima dată într-o bulă a Papei Grigore al VII-lea din 1075, care menționează prezența unei mănăstiri adiacente bisericii. În secolul al XII-lea, mănăstirea a fost ocupată de călugării din Sant'Ildefonso . Prezența unor înmormântări datând din secolele VI-VII și structura bisericii sugerează că data înființării este mult anterioară anului 1000.
Biserica a fost părăsită pentru cult și folosită pentru alte utilizări, mai întâi ca un cuptor și mai târziu ca loc de depozitare a materialelor de construcție. A revenit în stăpânirea Primăriei Trani în 1960. După o îndelungată restaurare în scopul refacerii aspectului inițial, biserica a fost redeschisă publicului, iar din ianuarie 2008, încredințată comunității românești și folosită pentru cultul ortodox: cu o sărbătoare solemnă în Catedrala din Trani, în cadrul căreia arhiepiscopul Giovanni Battista Pichierri⁠(d) a încredințat biserica, mitropolitului Iosif al Mitropoliei Ortodoxe Române a Europei Occidentale.

## Descriere
Biserica este situată la aproximativ 2 metri sub nivelul străzii și se accesează printr-o scară într-o curte interioară. Clădirea are un plan longitudinal cu trei nave și abside . Naosul central este acoperit cu tavane boltite, cele laterale cu bolti de butoaie. Complexul mănăstiresc alăturat este acum complet încorporat în structurile clădirilor adiacente.
Este cea mai veche clădire din oraș, construită cu o tehnică folosită în acele vremuri, ad " opus incertum ", adică blocuri de piatră mici și aspre legate între ele prin mortar abundent și stâlpi patruunghiulari.
Se presupune că intrarea în biserică era situată spre vest, în apropierea gurii cuptorului, construită după ce acesta a fost închisă pentru cult și prezentă și astăzi, deoarece în Evul Mediu altarul principal era întotdeauna orientat spre est.
În diferite puncte de pe lateralele culoarului drept au fost efectuate descoperiri foarte vechi, precum sarcofage, lespezi sepulcrale, coloane și capiteluri. Pe pereții din culoarul stâng au fost găsite rămășițe de fresce cu reprezentări ale subiectelor sacre. Tot în culoarul stâng se află o serie de arcade mici, tăiate din perete, care sugerează prezența unui portic.

## Galerie de imagini

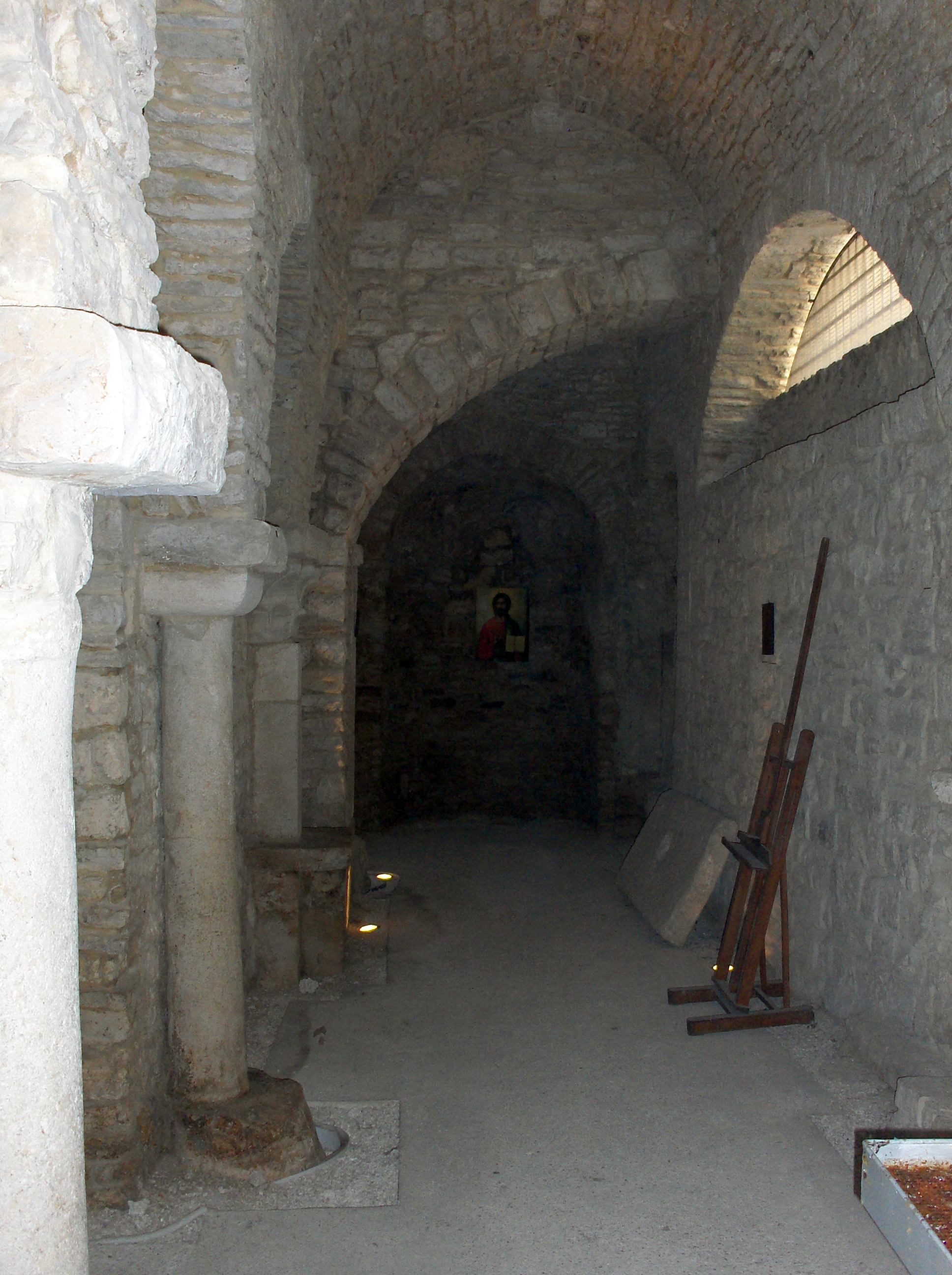
Nava dreaptă a bisericii
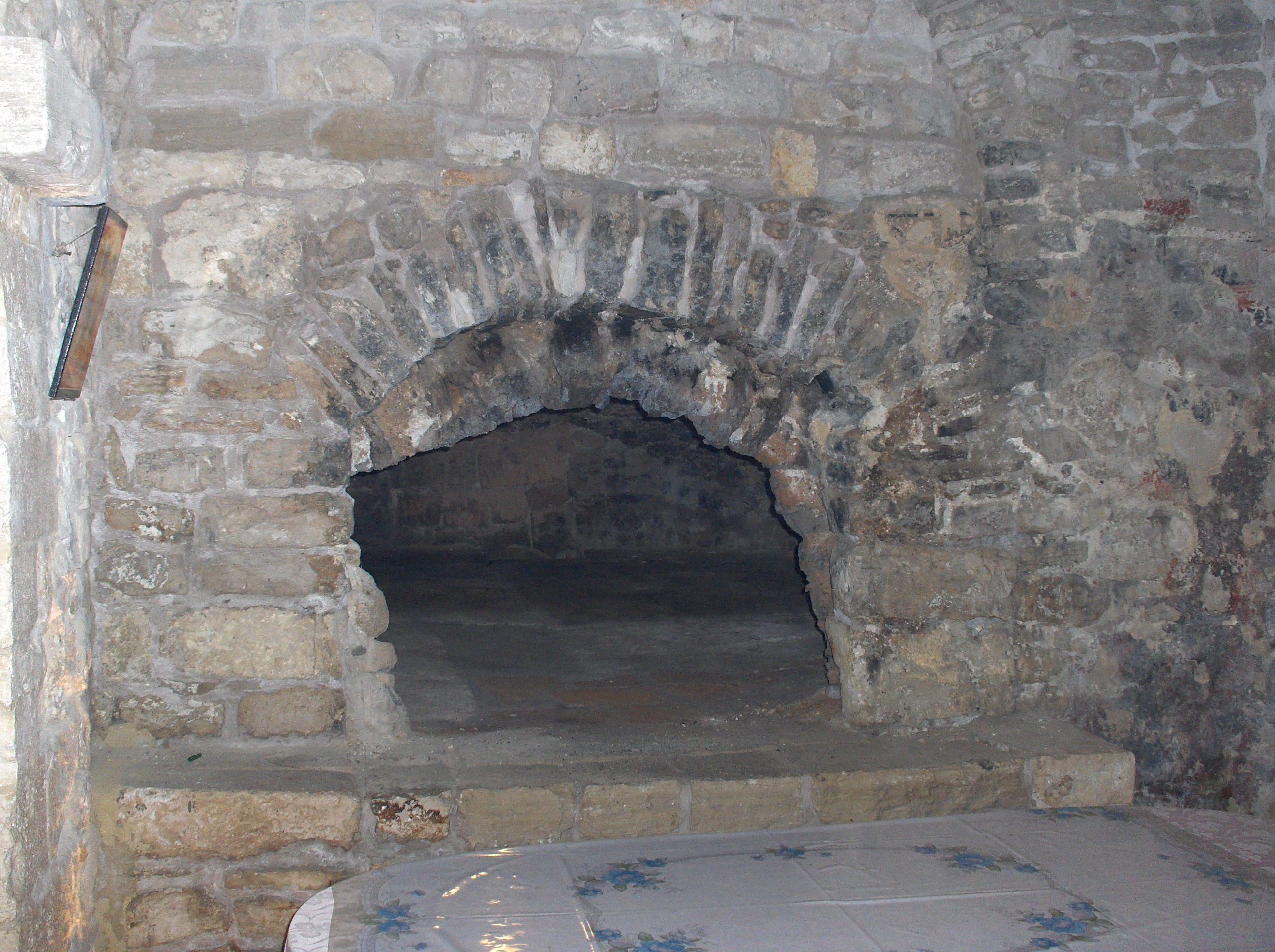
Cuptorul vechi la începutul naosului central
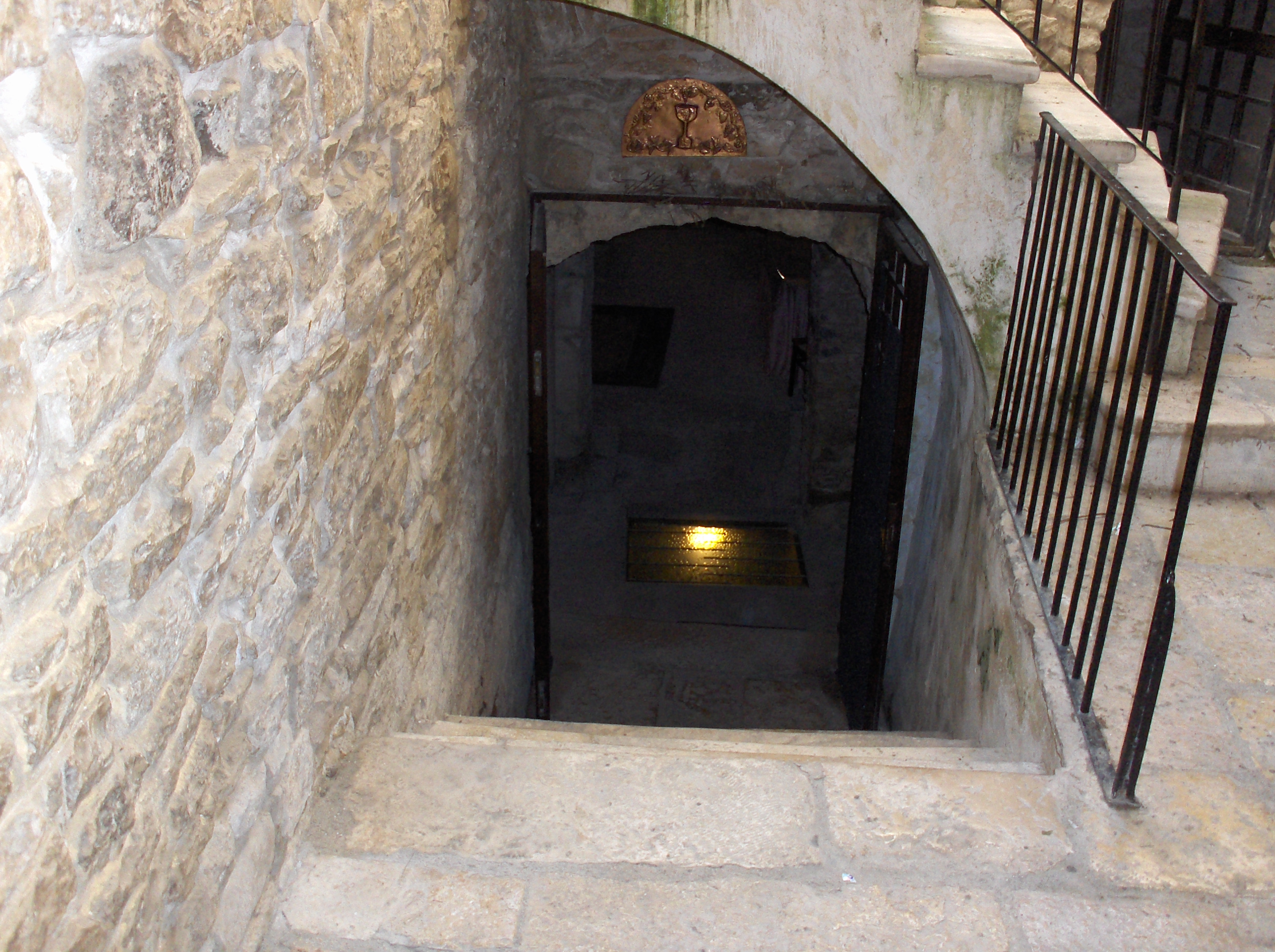
Scara de acces la biserica sub nivelul străzii